# Annaphila olgae
Annaphila olgae là một loài bướm đêm trong họ Noctuidae.